# World Cyber Games
|                       |                |     |       |        |       |  |
| Medallero (2000–2019) |                |     |       |        |       |  |
| Lugar                 | País           | Oro | Plata | Bronce | Total |  |
| 1                     | Corea del Sur  | 25  | 14    | 15     | 77    |  |
| 2                     | Alemania       | 13  | 9     | 14     | 40    |  |
| 3                     | Estados Unidos | 12  | 8     | 8      | 35    |  |
| 4                     | Países Bajos   | 8   | 5     | 8      | 28    |  |
| 5                     | Rusia          | 5   | 6     | 6      | 22    |  |

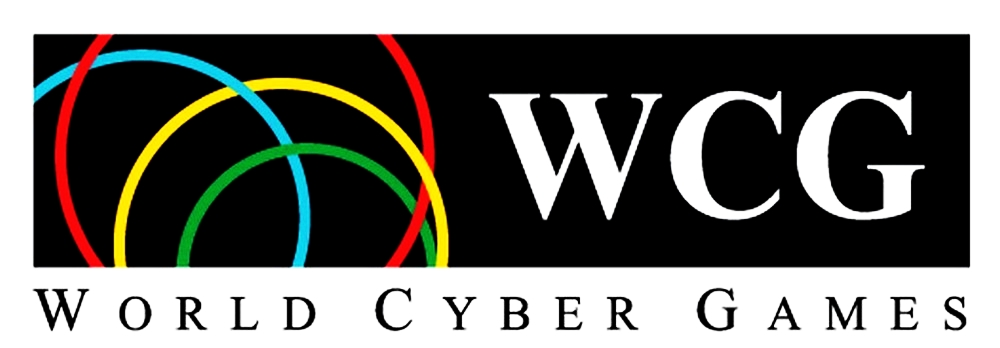
Logotipo de las ediciones 2000 a la 2013.

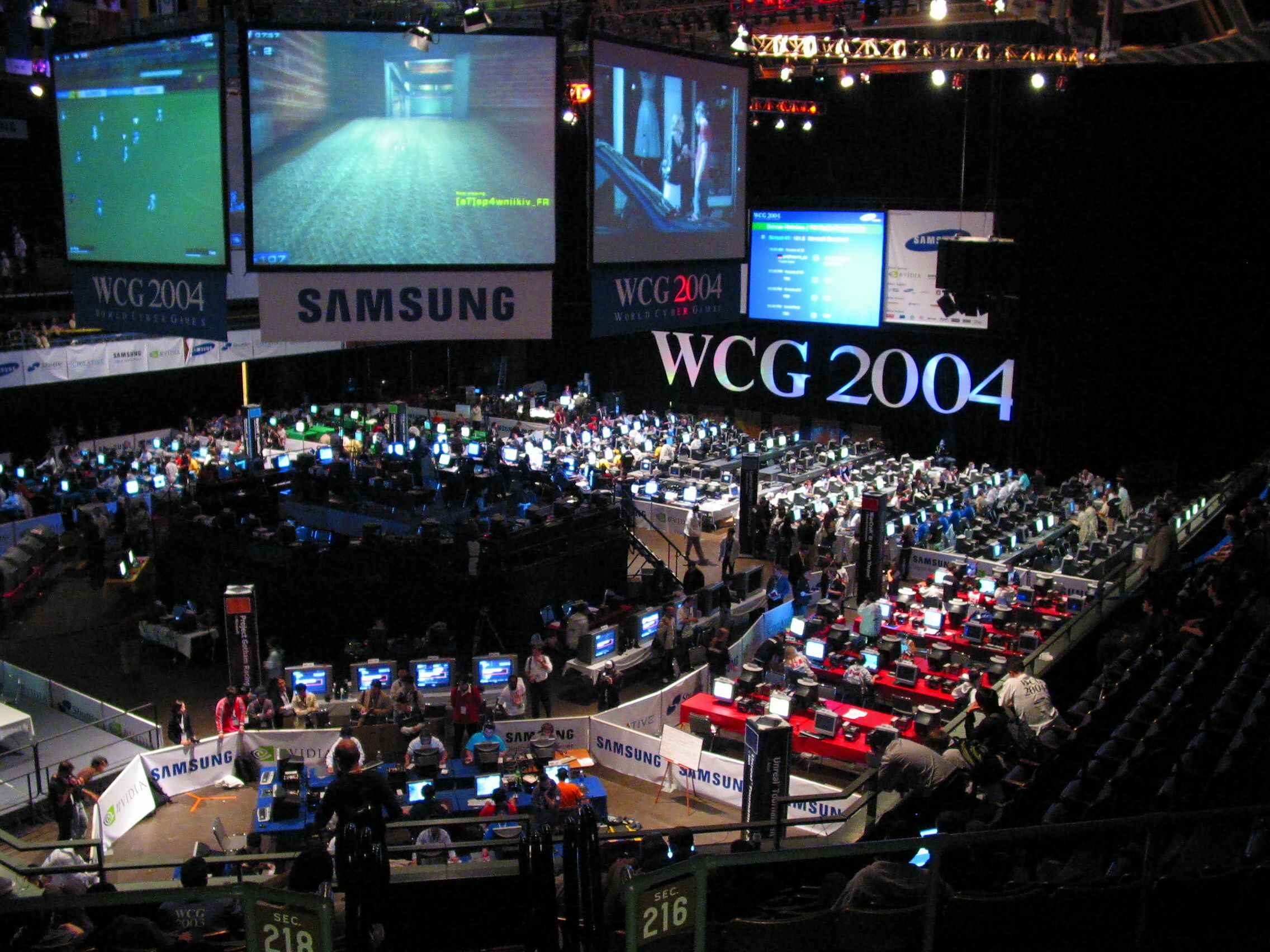
Bill Graham Civic Auditorium de San Francisco en WCG 2004.

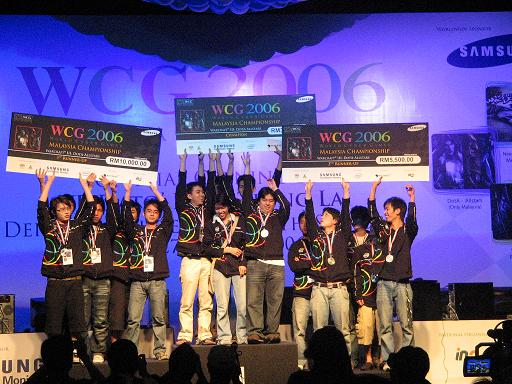
Ganadores de Warcraft III en 2006.

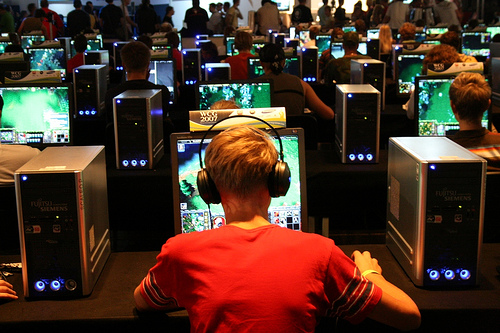
WCG 2007.

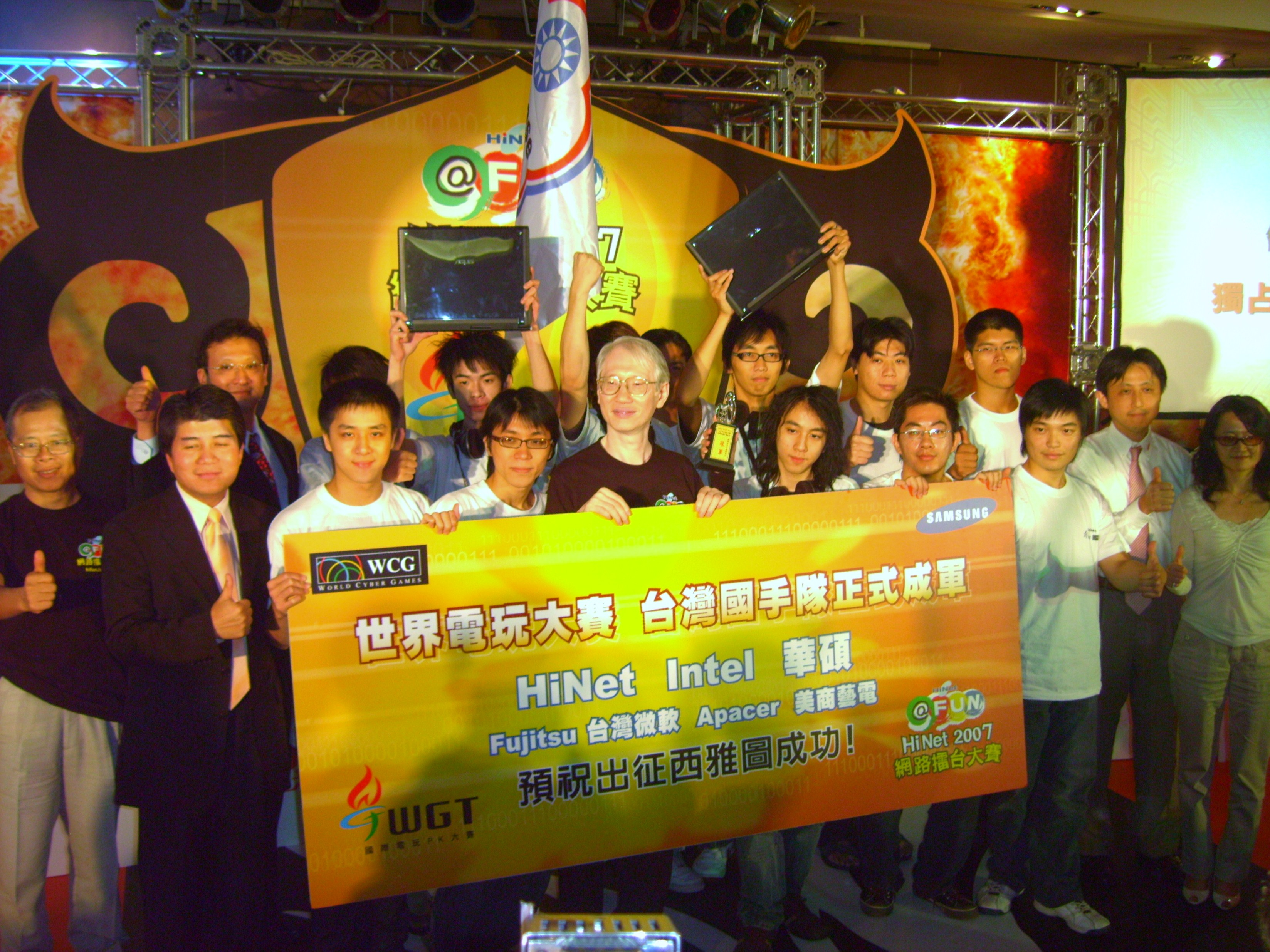
Delegados taiwaneses WCG 2007.

El World Cyber Games (WCG) es un evento internacional de deportes electrónicos operado por la compañía surcoreana World Cyber Games Inc., y auspiciado por Samsung y desde el 2006 por Microsoft. El lema oficial de los WCG es «Beyond the Game», que es también el título de un documental centrado en la rivalidad del WCG. Los World Cyber Games comenzaron a organizarse en el año 2000, celebrándose el primer evento en el 2001. El festival está inspirado por los Juegos Olímpicos, con jugadores de diferentes países. Desde el 2004 cada año cambia su sede.
El WCG fue el mayor festival de juegos electrónicos que se celebraba cada año. Más de un millón de personas lo visitaron cada año. Unió a jugadores de todo el mundo, permitiéndoles disfrutar y respetar el ambiente de juego. Cada país participante llevaba a cabo rondas preliminares antes de enviar a sus mejores jugadores, los cuales los representaban en este importante evento.
En el 2007 más de setecientos jugadores de más de setenta países se enfrentaron en Seattle, donde el canal Spike TV fue el socio oficial de la WCG en los medios de comunicación.
Falta de financiamiento además de las perdidas sufridas en el último evento llevaron a la decisión de terminar con el evento en el año 2013.
El 7 de noviembre de 2017 se anunció que volvería el WCG y que la edición de 2018 se realizaría en Bangkok, Tailandia, del 26 al 29 de abril de 2018, pero finalmente esto no se concretó. Si se concretó la edición 2019 que se realizó en Xi'an, China.

## Historia
En 2000, se formaron los World Cyber Games, y se celebró un evento titulado "The World Cyber Game Challenge", que comenzó con una ceremonia de apertura el 7 de octubre. El evento fue patrocinado por el Ministerio de Cultura y Turismo de la República de Corea, el Ministerio de Información y Comunicaciones; y Samsung. La competencia contó con 174 competidores de 17 países diferentes, con un premio total de $ 20,000. Compitiendo entre sí en los juegos de PC, incluidos Quake III Arena, FIFA 2000, Age of Empires II y StarCraft: Brood War. El torneo finalizó el 15 de octubre de 2000.
En 2001, los World Cyber Games celebraron su primer evento principal, organizado en Seúl, Corea , con un pozo de premios de $ 600,000  USD. Los preliminares nacionales se llevaron a cabo entre marzo y septiembre, y el torneo principal se desarrollará entre el 5 de diciembre y el 9 de diciembre. Los World Cyber Games citaron una asistencia de 389.000 competidores en los preliminares, con 430 jugadores avanzando al torneo final; equipos de 24 países en total participaron en el torneo.
En 2002, los World Cyber Games celebraba un evento más grande en Daejeon, Corea, con un pozo de premios de $ 1.300.000 USD; 450.000 competidores participaron en los eventos preliminares, y 450 finalmente llegaron al torneo final.
El torneo de 2003, que tuvo lugar nuevamente en Seúl, tuvo un pozo de premios aún mayor de $ 2.000.000 USD, y fue el primer torneo World Cyber Games en ofrecer una competencia basada en consola, con el juego Halo: Combat Evolved en la Xbox.
En 2004, el World Cyber Games celebró un torneo en San Francisco, California, Estados Unidos, el primer torneo fuera de su país de origen. En esta etapa, el pozo de premios era de $ 2.500.000 USD; con 642 jugadores compitiendo en la gran final. Desde entonces, el torneo se celebró en varios países del mundo; incluyendo Singapur en 2005 y Monza, Italia en 2006. En este momento Microsoft se convirtió en un patrocinador principal del evento, que proporcionaría software y hardware para todos los eventos hasta el 2008. Además, todos los juegos jugados en el torneo se basarían exclusivamente en PC con Windows o la consola Xbox.
En 2006, la bolsa de premios había aumentado a $ 462.000, y el evento había crecido a 9 competiciones diferentes y 700 participantes calificados de 70 países diferentes.
En 2007, el evento se realizó en Seattle, Washington , Estados Unidos, con un premio total de $ 4.000.000 USD.
En 2008, el torneo se llevó a cabo en Colonia, Alemania; fue el primer torneo World Cyber Games en incorporar un torneo basado en juegos móviles, con Asphalt 4: Elite Racing.
En 2009, el torneo se celebró en Chengdu, China , y contó con una promoción especial del juego Dungeon & Fighter. El torneo también coincidió con el debut en el reality show de World Cyber Games, WCG Ultimate Gamer. La temporada 2 de WCG Ultimate Gamer fue transmitido entre agosto y octubre de 2010.
En febrero de 2014, el CEO Brad Lee anunció el cierre de WCG. Varios socios describieron la dificultad para trabajar con el CEO y la organización.
En marzo de 2017, Korean Sports News en Naver informó que la antigua marca registrada WCG de Samsung se había transferido a Korean Publisher Smilegate. Con planes para desarrollar la WCG "en el festival de entretenimiento digital más importante del mundo en el futuro"
El 7 de noviembre de 2017 se anunció que los World Cyber Games 2018 se realizarán en Bangkok, Tailandia, del 26 al 29 de abril de 2018.

## Cronología
| Año  | Lugar         | Premios (US$) | Participantes | Países | Fecha                                         |
| ---- | ------------- | ------------- | ------------- | ------ | --------------------------------------------- |
| 2000 | Yongin        | $200.000      | 174           | 17     | Del 7 al 15 de octubre de 2000                |
| 2001 | Seúl          | $300.000      | 430           | 37     | Del 5 al 9 de diciembre de 2001               |
| 2002 | Daejeon       | $300.000      | 462           | 45     | Del 28 de octubre al 3 de noviembre de 2002   |
| 2003 | Seúl          | $350.000      | 562           | 55     | Del 12 al 18 de octubre de 2003               |
| 2004 | San Francisco | $400.000      | 642           | 63     | Del 6 al 10 de octubre de 2004                |
| 2005 | Singapur      | $435.000      | 679           | 67     | Del 16 al 20 de noviembre de 2005             |
| 2006 | Monza         | $462.000      | 700           | 70     | Del 18 al 22 de octubre de 2006               |
| 2007 | Seattle       | $448.000      | 700           | 75     | Del 3 al 7 de octubre de 2007                 |
| 2008 | Colonia       | $470.000      | 800           | 78     | Del 5 al 9 de noviembre de 2008               |
| 2009 | Chengdu       | $550.000      | 600           | 65     | Del 11 al 15 de noviembre de 2009             |
| 2010 | Los Ángeles   | $250.000      | 450           | 58     | Del 28 de septiembre al 3 de octubre de 2010  |
| 2011 | Busán         | $303.000      | 600           | 60     | Del 8 al 11 de diciembre de 2011              |
| 2012 | Kunshan       | $258.000      | 500           | 40     | Del 29 de noviembre al 2 de diciembre de 2012 |
| 2013 | Kunshan       | $306.000      | 500           | 40     | Del 28 de noviembre al 1 de diciembre de 2013 |
| 2019 | Xi'an         | $612.500      | 506           | 34     | Del 18 al 21 de julio de 2019                 |

## Disciplinas
| Age of Empires                  | PC                   |      |      |      |      |      |      |      |      |      |        |        |        |        |        |      | 6     |
| Carom3D                         | PC                   |      |      |      |      |      |      |      |      |      |        |        |        |        |        |      | 4     |
| Command & Conquer               | PC                   |      |      |      |      |      |      |      |      |      |        |        |        |        |        |      | 2     |
| Counter Strike                  | PC                   |      |      |      |      |      |      |      |      |      |        |        |        |        |        |      | 11    |
| CrossFire                       | PC                   |      |      |      |      |      |      |      |      |      |        |        |        |        |        |      | 4     |
| DotA                            | PC                   |      |      |      |      |      |      |      |      |      |        |        |        |        |        |      | 1     |
| Dota 2                          | PC                   |      |      |      |      |      |      |      |      |      |        |        |        |        |        |      | 1     |
| FIFA                            | PC                   |      |      |      |      |      |      |      |      |      |        |        |        |        |        |      | 14    |
| Hearthstone: Heroes of Warcraft | PC                   |      |      |      |      |      |      |      |      |      |        |        |        |        |        |      | 1     |
| League of Legends               | PC                   |      |      |      |      |      |      |      |      |      |        |        |        |        |        |      | 2     |
| Need for Speed                  | PC                   |      |      |      |      |      |      |      |      |      |        |        |        |        |        |      | 5     |
| Quake                           | PC                   |      |      |      |      |      |      |      |      |      |        |        |        |        |        |      | 3     |
| Red Stone                       | PC                   |      |      |      |      |      |      |      |      |      |        |        |        |        |        |      | 2     |
| Special Force                   | PC                   |      |      |      |      |      |      |      |      |      |        |        |        |        |        |      | 1     |
| StarCraft                       | PC                   |      |      |      |      |      |      |      |      |      |        |        |        |        |        |      | 11    |
| StarCraft II                    | PC                   |      |      |      |      |      |      |      |      |      |        |        |        |        |        |      | 3     |
| TrackMania                      | PC                   |      |      |      |      |      |      |      |      |      |        |        |        |        |        |      | 2     |
| Unreal Tournament               | PC                   |      |      |      |      |      |      |      |      |      |        |        |        |        |        |      | 4     |
| Warcraft III: The Frozen Throne | PC                   |      |      |      |      |      |      |      |      |      |        |        |        |        |        |      | 12    |
| Warhammer 40.000: Dawn of War   | PC                   |      |      |      |      |      |      |      |      |      |        |        |        |        |        |      | 2     |
| World of Tanks                  | PC                   |      |      |      |      |      |      |      |      |      |        |        |        |        |        |      | 1     |
| World of Warcraft               | PC                   |      |      |      |      |      |      |      |      |      |        |        |        |        |        |      | 1     |
| Total de la plataforma          |                      | 4    | 6    | 6    | 6    | 6    | 6    | 6    | 8    | 9    | 7(+1)* | 6(+3)* | 8(+3)* | 5(+4)* | 6(+2)* | 4    | 93    |
|                                 | Plataforma           | 2000 | 2001 | 2002 | 2003 | 2004 | 2005 | 2006 | 2007 | 2008 | 2009   | 2010   | 2011   | 2012   | 2013   | 2019 | Total |
| Dead or Alive                   | Xbox                 |      |      |      |      |      |      |      |      |      |        |        |        |        |        |      | 3     |
| Forza Motorsport                | Xbox 360             |      |      |      |      |      |      |      |      |      |        |        |        |        |        |      | 1     |
| Gears of War                    | Xbox                 |      |      |      |      |      |      |      |      |      |        |        |        |        |        |      | 1     |
| Guitar Hero                     | Xbox 360             |      |      |      |      |      |      |      |      |      |        |        |        |        |        |      | 3     |
| Halo                            | Xbox/Xbox 360        |      |      |      |      |      |      |      |      |      |        |        |        |        |        |      | 4     |
| Project Gotham Racing           | Xbox                 |      |      |      |      |      |      |      |      |      |        |        |        |        |        |      | 3     |
| Tekken                          | Xbox 360             |      |      |      |      |      |      |      |      |      |        |        |        |        |        |      | 2     |
| Tony Hawk's Skateboarding       | Xbox                 |      |      |      |      |      |      |      |      |      |        |        |        |        |        |      | 1     |
| Virtua Fighter                  | Xbox 360             |      |      |      |      |      |      |      |      |      |        |        |        |        |        |      | 2     |
| Total de la plataforma          |                      |      |      |      | 1    | 2    | 2    | 2    | 4    | 3    | 2      | 3      | 1      |        |        |      | 20    |
|                                 | Plataforma           | 2000 | 2001 | 2002 | 2003 | 2004 | 2005 | 2006 | 2007 | 2008 | 2009   | 2010   | 2011   | 2012   | 2013   | 2019 | Total |
| Asphalt                         | Teléfono inteligente |      |      |      |      |      |      |      |      |      |        |        |        |        |        |      | 4     |
| Clash Royale                    | Teléfono inteligente |      |      |      |      |      |      |      |      |      |        |        |        |        |        |      | 1     |
| Honor of Kings                  | Teléfono inteligente |      |      |      |      |      |      |      |      |      |        |        |        |        |        |      | 1     |
| Wise Star                       | Teléfono inteligente |      |      |      |      |      |      |      |      |      |        |        |        |        |        |      | 1     |
| Total de la plataforma          |                      |      |      |      |      |      |      |      |      | 1    | 2      | 1      | 1      |        |        | 2    | 7     |

* Entre paréntesis: Promociones-disciplinas, además de los deportes de competición oficiales

## Palmarés
| Año           | #  | País anfitrión | Medalla de oro, Juegos Olímpicos | Medalla de plata, Juegos Olímpicos | Medalla de bronce, Juegos Olímpicos | Cuarto lugar                                 |
| ------------- | -- | -------------- | -------------------------------- | ---------------------------------- | ----------------------------------- | -------------------------------------------- |
| WCG Challenge | 0  | Corea del Sur  |                                  |                                    |                                     |                                              |
| WCG 2001      | 1  | Corea del Sur  | Corea del Sur                    | China                              | Alemania                            | Estados Unidos                               |
| WCG 2002      | 2  | Corea del Sur  | Corea del Sur                    | Rusia                              | Alemania                            | República de China                           |
| WCG 2003      | 3  | Corea del Sur  | Alemania                         | República de China                 | Corea del Sur                       | Países Bajos                                 |
| WCG 2004      | 4  | Estados Unidos | Países Bajos                     | Corea del Sur                      | Estados Unidos                      | Alemania                                     |
| WCG 2005      | 5  | Singapur       | Estados Unidos                   | Corea del Sur                      | Brasil                              | Alemania                                     |
| WCG 2006      | 6  | Italia         | Corea del Sur                    | Rusia                              | Alemania                            | Estados Unidos, · China, · Polonia, · Canadá |
| WCG 2007      | 7  | Estados Unidos | Estados Unidos                   | Brasil, · Corea del Sur            | Países Bajos                        |                                              |
| WCG 2008      | 8  | Alemania       | Corea del Sur                    | Países Bajos                       | Estados Unidos                      | Alemania                                     |
| WCG 2009      | 9  | China          | Corea del Sur                    | Suecia                             | Alemania                            | Brasil, · Japón, · China                     |
| WCG 2010      | 10 | Estados Unidos | Corea del Sur                    | Reino Unido                        | Brasil                              | Alemania                                     |
| WCG 2011      | 11 | Corea del Sur  | Corea del Sur                    | China, · Polonia                   | Estados Unidos                      | República de China                           |
| WCG 2012      | 12 | China          | China                            | Corea del Sur, · Alemania          | Polonia, · Francia, · Vietnam       | Argentina, · Bielorrusia, · Filipinas        |
| WCG 2013      | 13 | China          | Corea del Sur                    | China                              | Ucrania, · Irán, · Japón            |                                              |
| WCG 2019      | 14 | China          | China                            | Estados Unidos                     | Hungría                             | Filipinas, Turquía                           |

## Salón de la fama

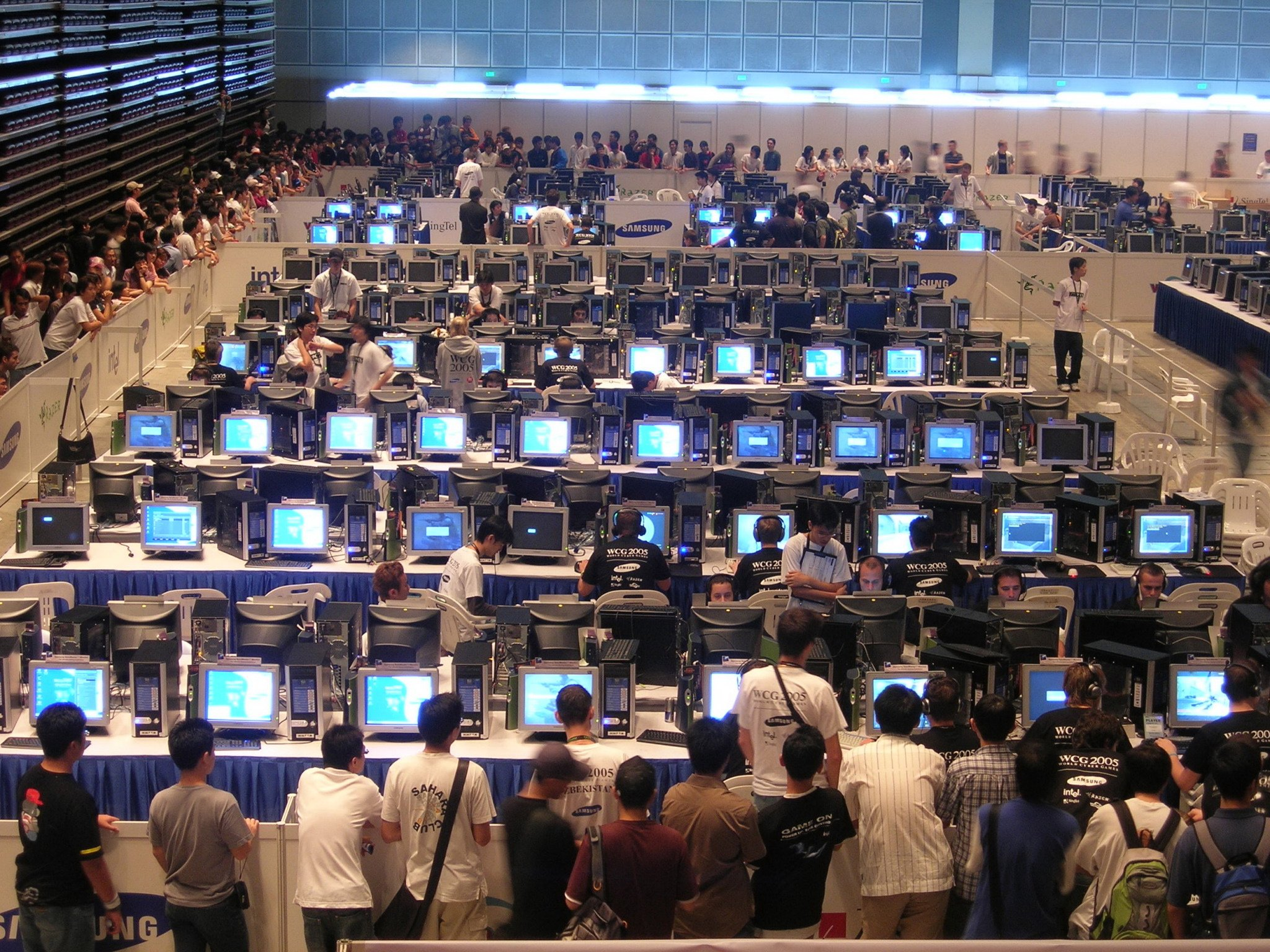
World Cyber Games 2005 en Singapur

El Salón de la fama de los World Cyber Games alberga jugadores o equipos que han ganado dos o más medallas de oro. Además, los miembros del Salón de la Fama reciben el estado de Leyenda WCG.
Miembros del Salón de la Fama:
- Team 3D (ganador de WCG 2004 y WCG 2005 en Counter-Strike)
- Dennis "styla" Schellhase (ganador de WCG 2003 y WCG 2005 en FIFA)
- Daniel "hero" Schellhase (ganador de WCG 2006 y WCG 2007 en FIFA)
- Christian "GitzZz" Höck (ganador de WCG 2001 y WCG 2002 en Unreal Tournament)
- Lim "BoxeR" Yo-hwan (ganador de WCG 2001 y WCG 2002 en Starcraft)
- Matthew "Zyos" Leto (ganador de WCG 2003 y WCG 2004 en Halo)
- Li "Sky" Xiaofeng (ganador de WCG 2005 y WCG 2006 en Warcraft III)
- Byung "Grunt" Geon Kang (ganador de WCG 2001 y WCG 2007 en Age of Empires)
- Ryoo "SeleCT" Kyung Hyun (ganador de WCG 2005 y WCG 2006 en Dawn of War)
- Manuel "Grubby" Schenkhuizen (ganador de WCG 2004 y WCG 2008 en Warcraft III)
- Wouter "Handewasser" van Someren (ganador de WCG 2007 y WCG 2008 en Project Gotham Racing 4)
- Again/PGS Gaming (ganador de 2006, WCG 2009 y WCG 2011 en Counter-Strike)